# Pandanus aquaticus
Pandanus aquaticus är en enhjärtbladig växtart som beskrevs av Ferdinand von Mueller. Pandanus aquaticus ingår i släktet Pandanus och familjen Pandanaceae. Inga underarter finns listade.

## Bildgalleri

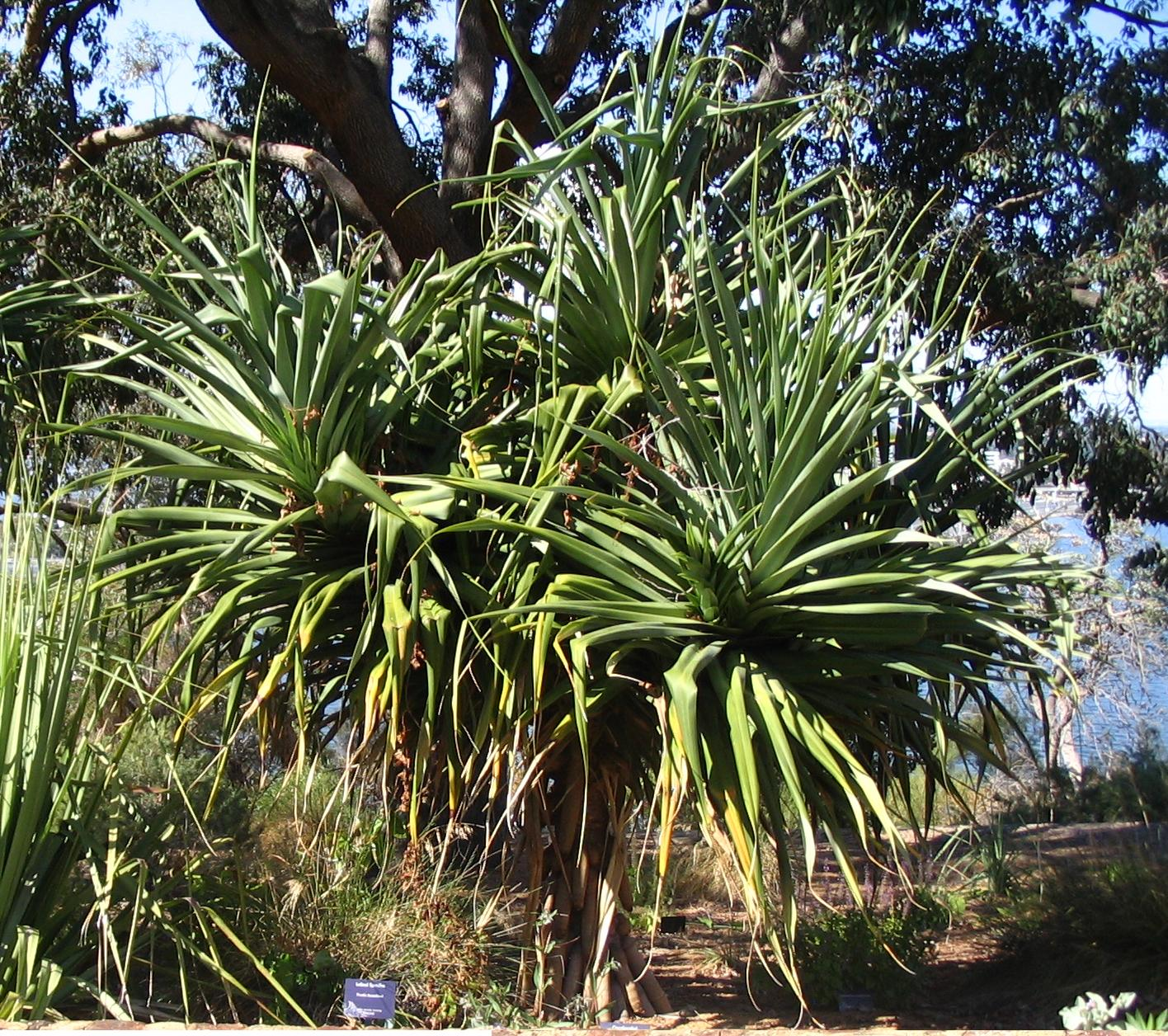